# Merremia macdonaldii
Merremia macdonaldii là một loài thực vật có hoa trong họ Bìm bìm. Loài này được S. Valencia & MartÃnez-Gordillo mô tả khoa học đầu tiên năm 1995.